# John Perry Barlow
John Perry Barlow (Sublette, Wyoming; 3 de octubre de 1947 - 7 de febrero de 2018) fue un poeta, ensayista, ganadero y ciberactivista estadounidense, asociado tanto al partido demócrata como al republicano. También perteneció a la Electronic Frontier Foundation y a la Freedom of the Press Foundation y fue miembro honorífico del Berkman Klein Center for Internet & Society en la Universidad de Harvard, donde se encontraba afiliado desde 1998. También se desempeñó como letrista del grupo Grateful Dead.  

## Primeros años
Nació cerca de la ciudad de Cora en Wyoming y fue hijo único del matrimonio entre Miriam «Mim» Adeline Barlow Bailey y Norman Walker Barlow, un  legislador republicano descendiente de pioneros mormones. Fue criado bajo la doctrina de este movimiento religioso, acudió a una escuela primaria de una sola habitación y se le prohibió ver la televisión hasta que cursó sexto grado.
Estudió secundaria y en 1969 se graduó con honores en religión comparada en la Universidad Wesleyana de Middletown, Connecticut. Antes de obtener este título fue admitido en la Facultad de Derecho de Harvard y contratado por la editorial Farrar, Straus y Giroux para escribir una novela a instancias de su mentor, el novelista e historiador ganador del Premio Pulitzer Paul Horgan. La novela de Barlow permanece sin publicar y en los años posteriores se dedicó a diferentes tareas, como viajar alrededor del mundo, vivir nueve meses en la India , trabajar como guionista en Los Ángeles y vender cocaína en Harlem del Este, en Nueva York.

## Carrera

### Grateful Dead
A los 15 años Barlow era un estudiante de la escuela Fountain Valley en Colorado Springs (Colorado). Mientras estaba allí, conoció a Bob Weir, con quien mantendría una estrecha relación y quien más tarde se uniría a la banda  Grateful Dead. Durante su periodo universitario visitó frecuentemente a Timothy Leary en Millbrook (Nueva York). Ambos se reconocieron como almas gemelas en 1967 y su relación acercó a Leary al grupo musical. Fue el psicólogo quien introdujo a Barlow al LSD y su contacto con la droga psicodélica le alejó del mormonismo.
Barlow escribió canciones para Grateful Dead desde 1971. Fue entonces cuando se interesó en trabajar con Weir para un espectáculo de la banda en el Teatro capital del distrito neoyorkino de Port Chester. Juntos escribieron  coescribieron canciones como "Cassidy", "Mexicali Blues" y "Black-Throated Wind", las cuales permanecieron en el repertorio de Grateful Dead y en los variados proyectos en solitario de Weir. Un año más tarde moriría su padre y compaginó su trabajo como lírico con el cuidado del rancho familiar. Posteriormente, Barlow colaboró con el teclista Brent Mydland, una asociación que culminó en cuatro canciones del álbum de 1989 Built to Last. También escribió una canción ("The Devil I Know") con Vince Welnick.

### Activismo en el ciberespacio
El 8 de febrero de 1996 escribió la Declaración de independencia del ciberespacio.

## Muerte
Barlow murió mientras dormía la noche del 7 de febrero de 2018 en su casa de San Francisco, a la edad de 70 años.